# Josef Kiraly

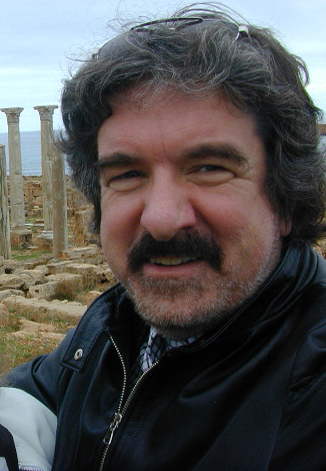
Josef Kiraly 2005

Josef Kiraly (* 7. Dezember 1949 in Gmünd, Niederösterreich) ist ein österreichischer Architekt mit dem Schwerpunkt Sonnenhaus, Passivhaus und Nullenergiehaus.

## Leben
Josef Kiraly legte 1968 am Bundesrealgymnasium in Gmünd in Niederösterreich seine Matura ab. Nach dem Präsenzdienst studierte er Architektur an der Technischen Universität Wien, wo er 1974 sein Diplom erwarb. Nach planungspraktischer Tätigkeit in mehreren Architekturbüros in Innsbruck legte er 1979 die Ziviltechnikerprüfung ab und begründete 1980 sein Büro in Sistrans bei Innsbruck im selben Haus, das er 1978 für sich und seine Familie als „erstes Sonnenhaus Tirols“ errichtet hatte. Nach einem Studienaufenthalt in USA und beflügelt mit eigenen Überzeugungen widmete er sich seither einer Architektur im Gleichgewicht von Mensch und Natur. Er publizierte seine Ideen und Arbeiten in Fachzeitschriften, Tagungsbänden und in eigenen Büchern. Sein Wissen und seine Erfahrungen im nachhaltigen Umgang von Ressourcen und Energie gab er weiter bei zahlreichen Vorträgen im  In- und Ausland. Von 1983 bis 2013 war er Professor an der HTL Bau und Design Innsbruck. In diesen Jahren war er auch Impulsgeber und Seminarleiter  des Arbeitskreises Energie, Umwelt und Nachhaltigkeit beim Bundesministerium für Unterricht und Kunst. In den Jahren seiner Arbeit als Architekt realisierte er u. a. in Zusammenarbeit mit Fertighausfirmen zahlreiche Musterhausprojekte, wodurch in der Baubranche mit der Konzeption Sonnenhaus und Passivhaus neue Impulse gesetzt wurden. Dabei entwickelte sich auch das Gebrauchsmuster „Sonnenhaus“, das beim Österreichischen Patentamt mit der Registernummer 3525 seit 25. April 2000 aufscheint. Er gilt als Pionier der Sonnenhausarchitektur (Wolfgang Feist) insbesondere als Entwickler passiver Sonnenheizsysteme. Als Holzbauexperte beriet er mit einem Team in den Jahren 1990 bis 1995 das Ministerium für Bauwesen und Stadtentwicklung von NRW, Deutschland. Von 1994 bis 2003 war er mit zahlreichen Beiträgen Konsulent für die Publikation des Österreichischen Bau- und Wohnhandbuches. Seit 1980 wurden über 300 Projekte realisiert.

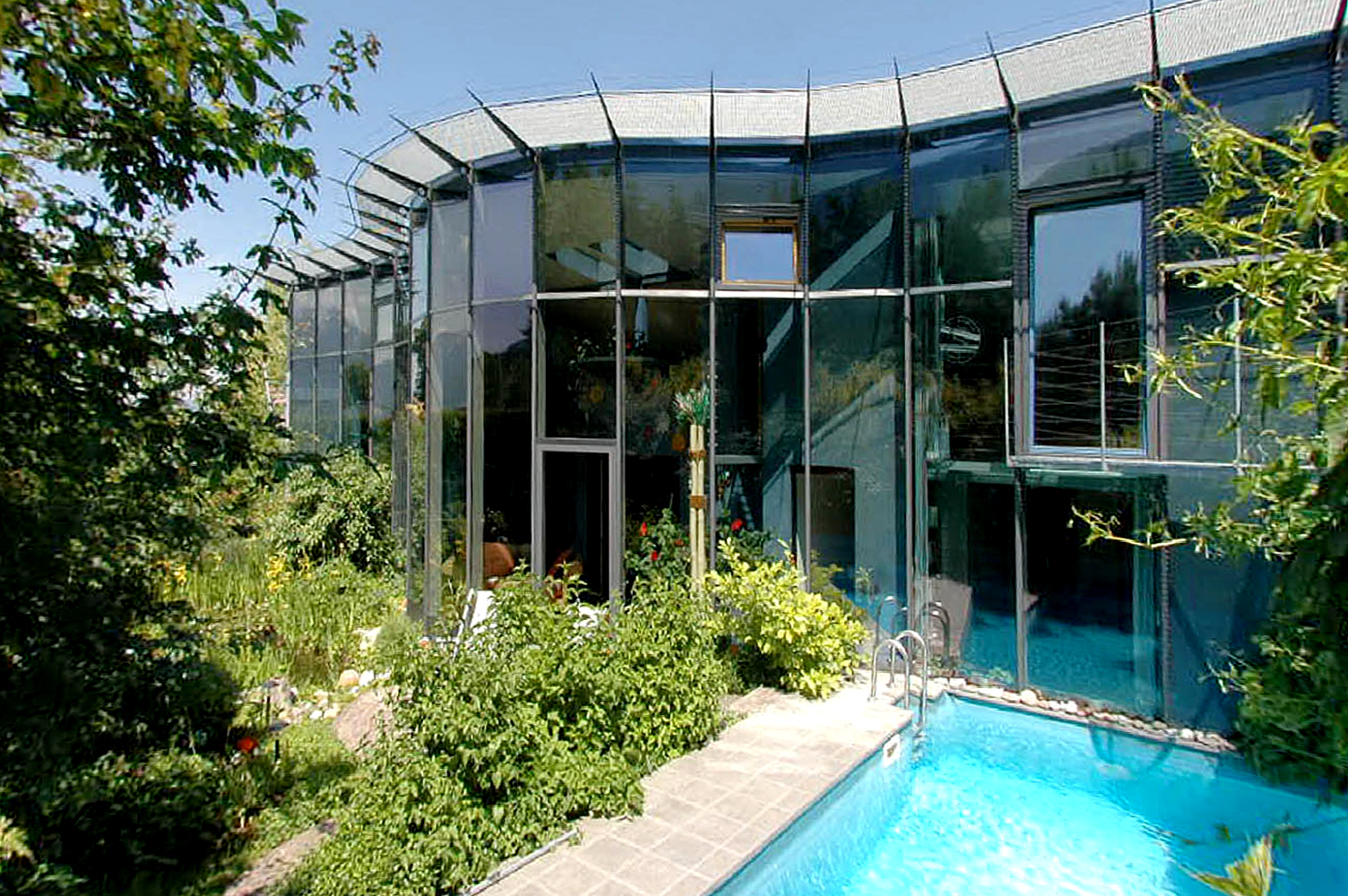
Sonnenhaus als Lebensphilosophie  1978
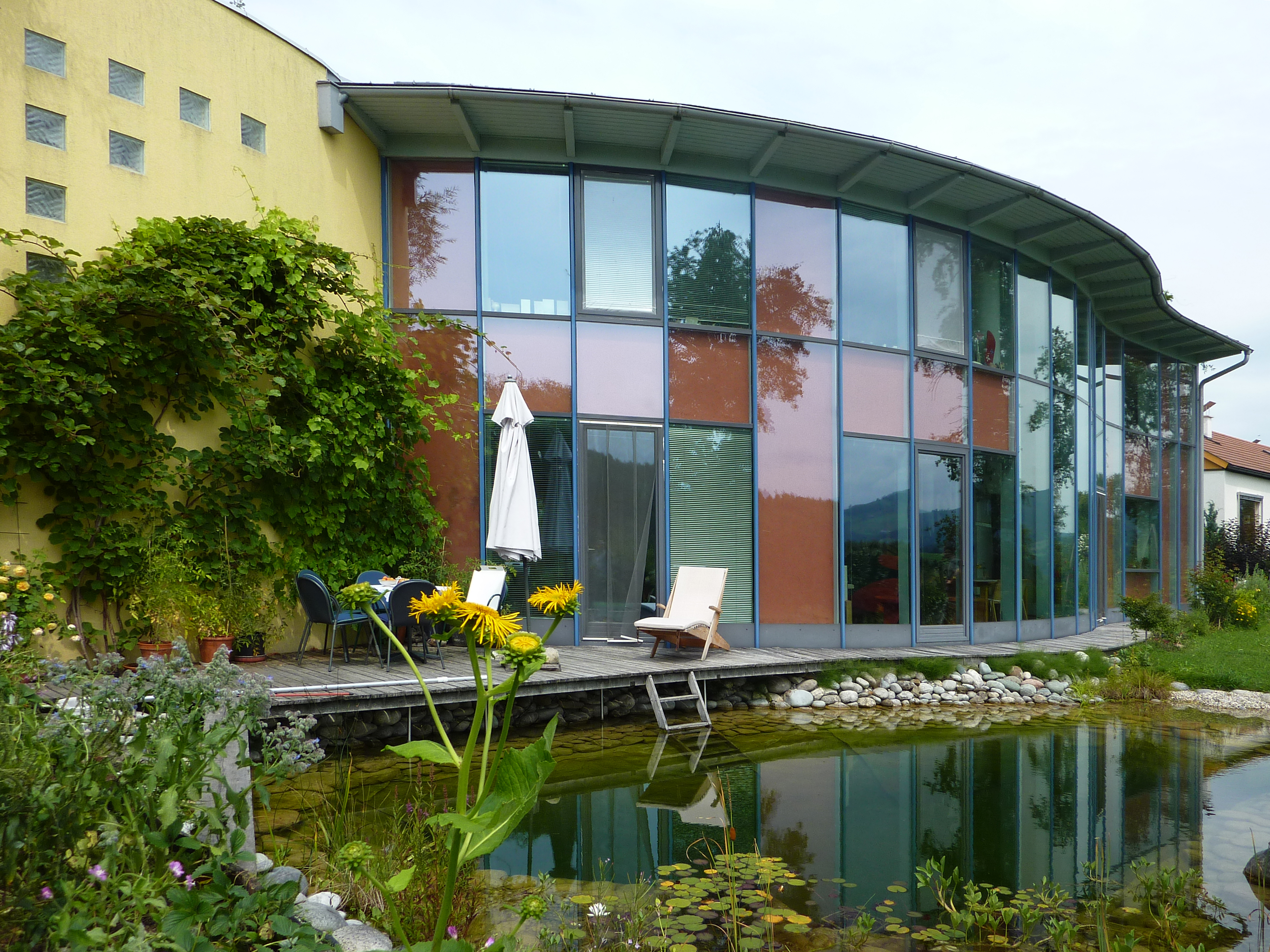
Sinuswelle in der Landschaft 2000
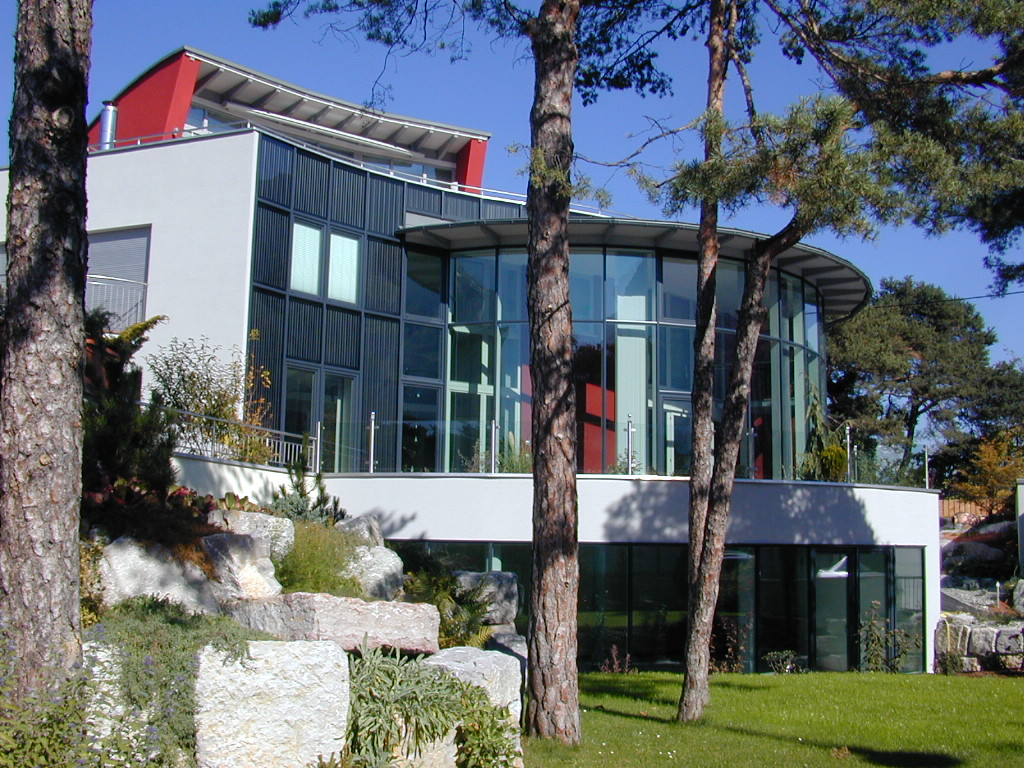
Konkav konvex 2001
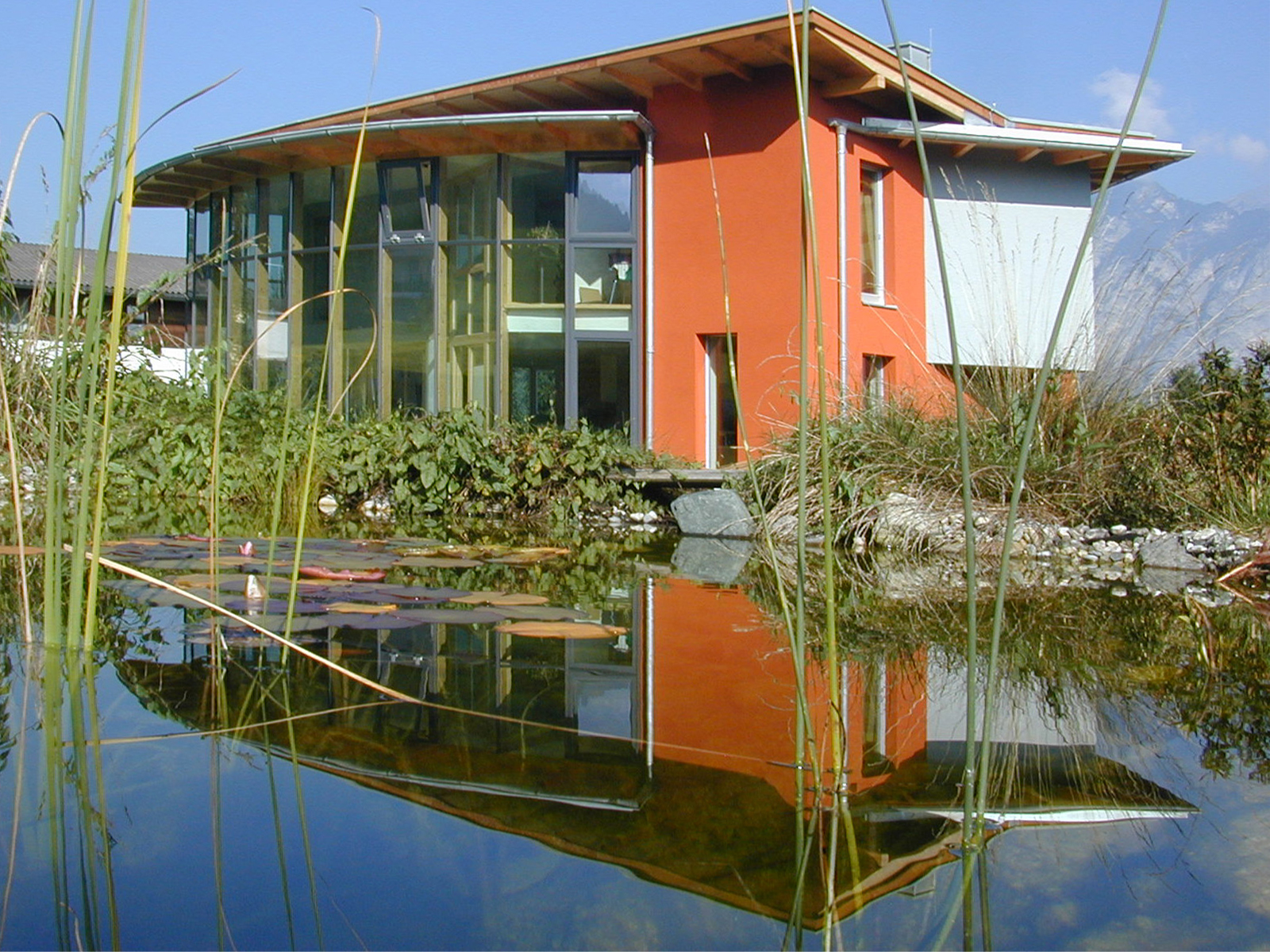
Glashaus und Biomasse 2002
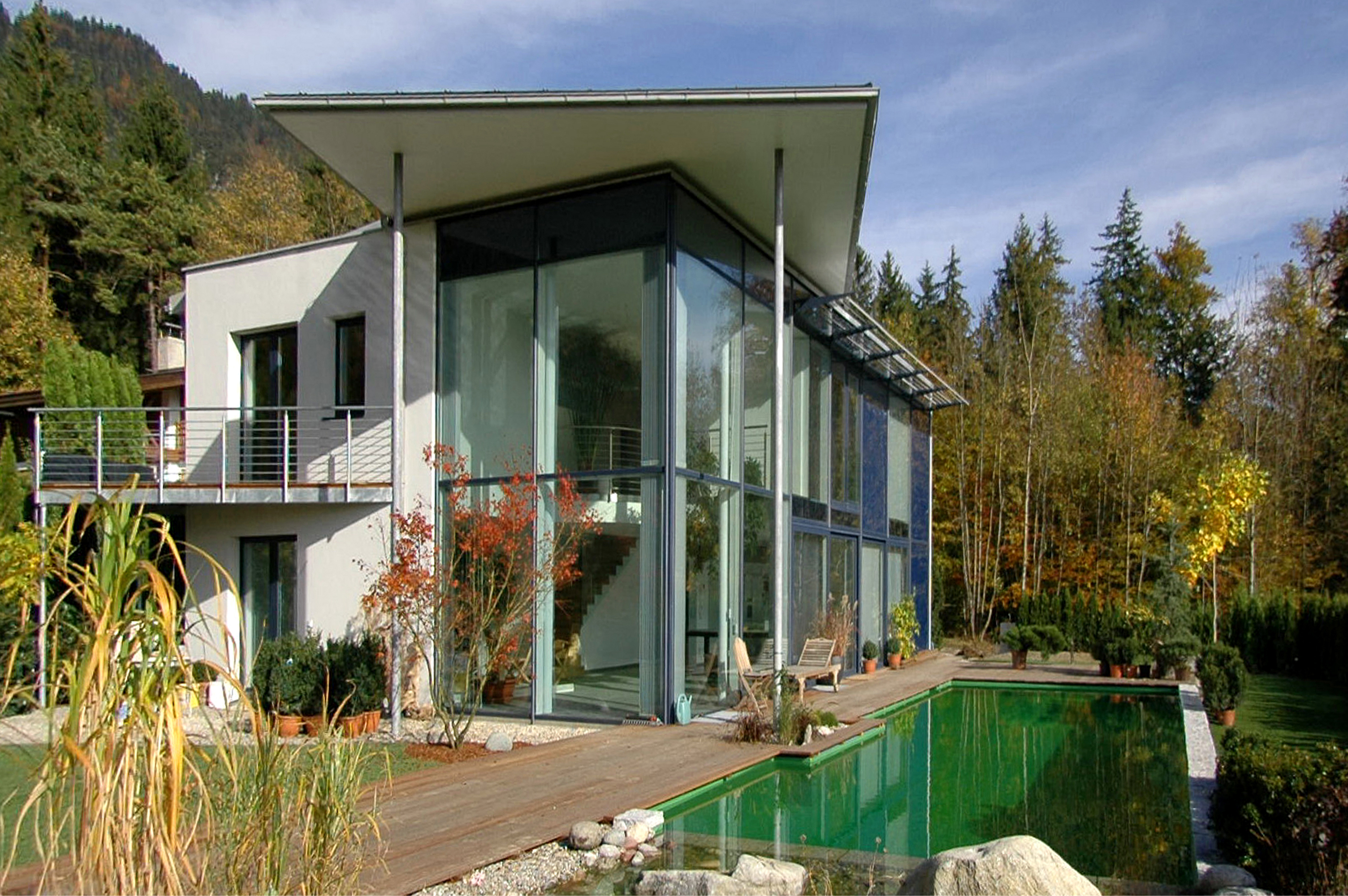
Leben mit der Sonnenuhr 2003
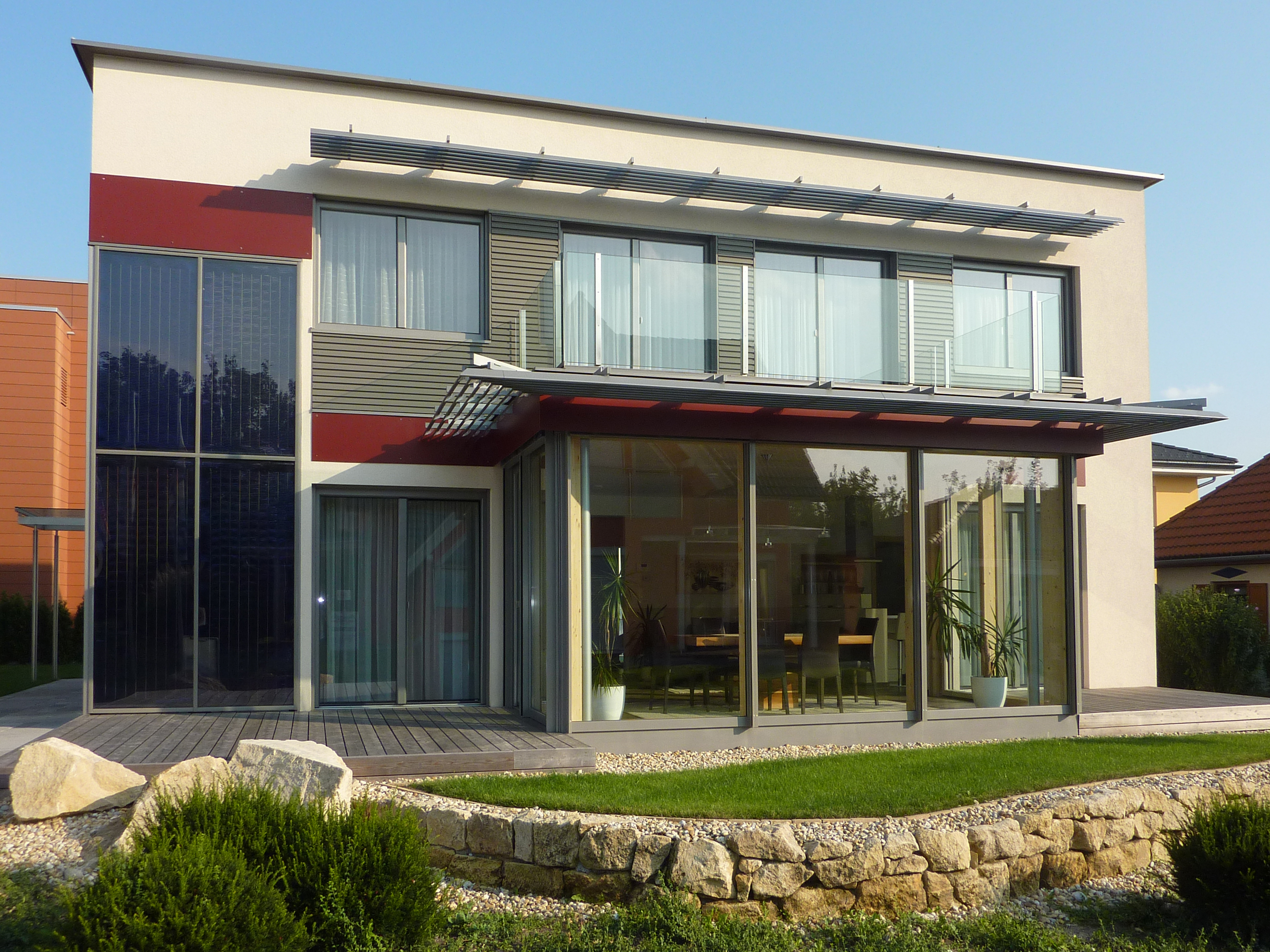
VARIO Solair 2008
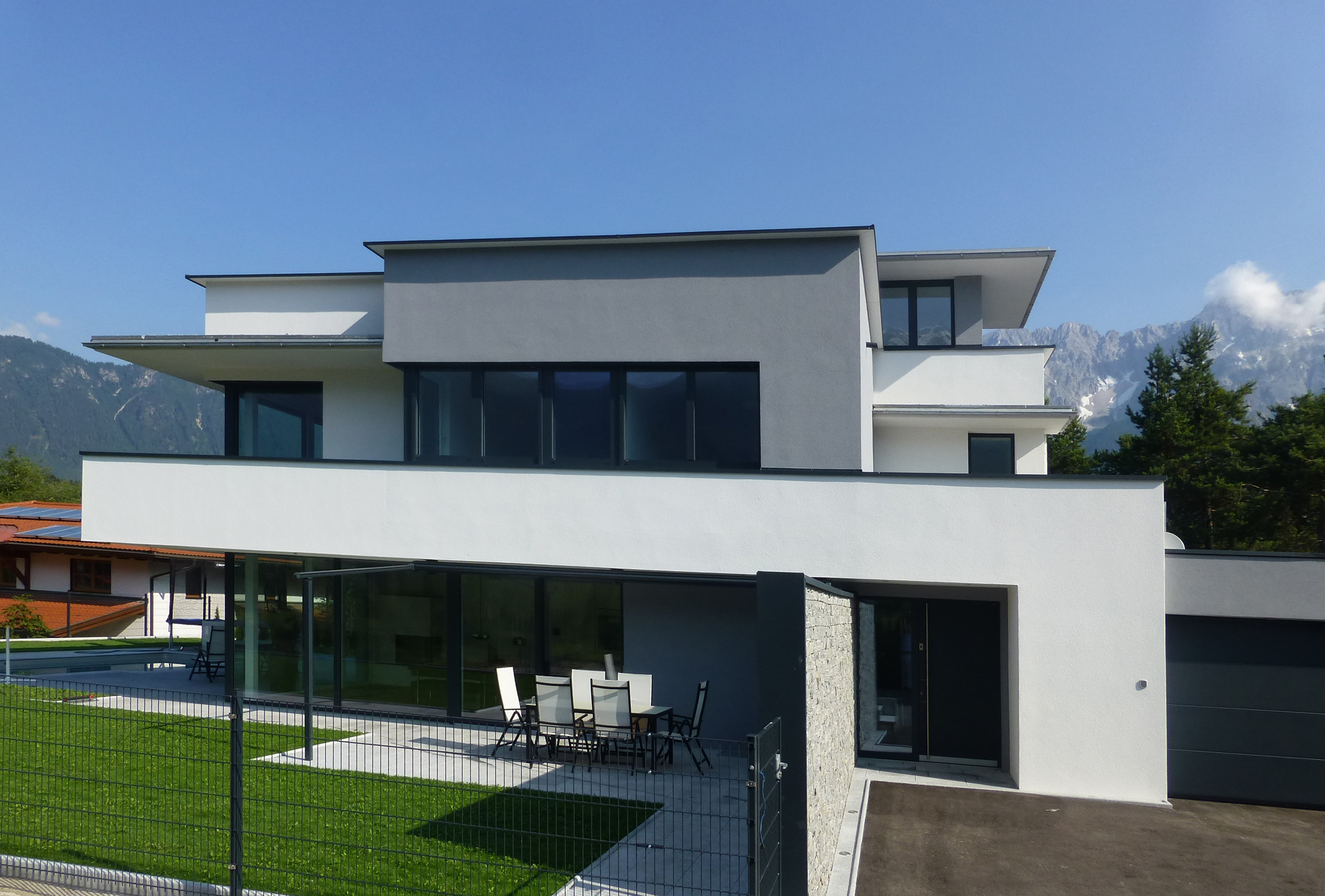
Countdown auf zero 2013

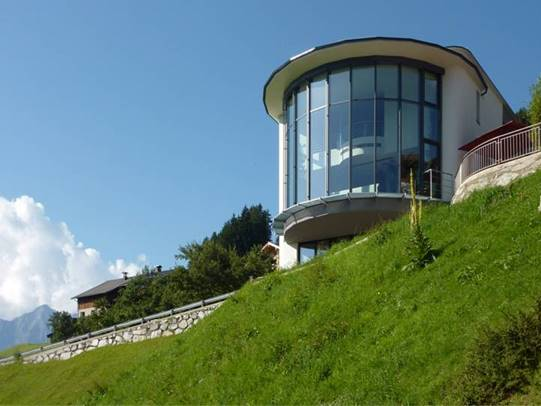
Adlerhorst 2008
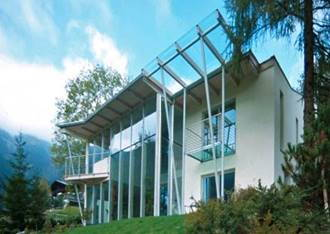
Alpenblick 1999
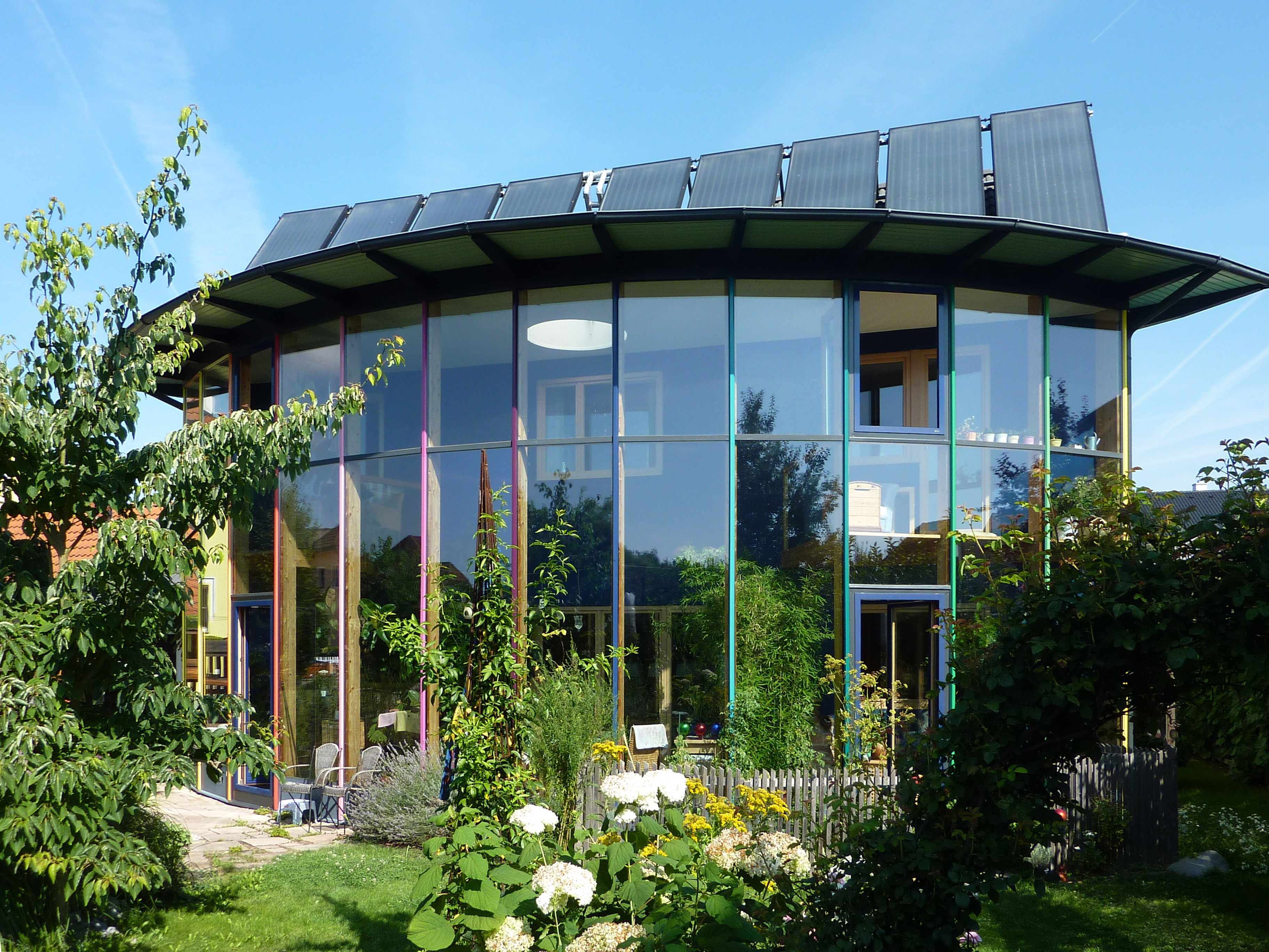
Gartenblick 1994
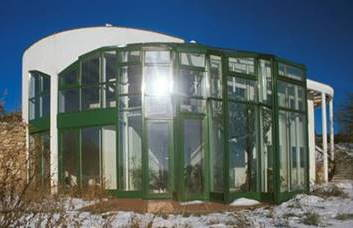
Hanghaus 1985
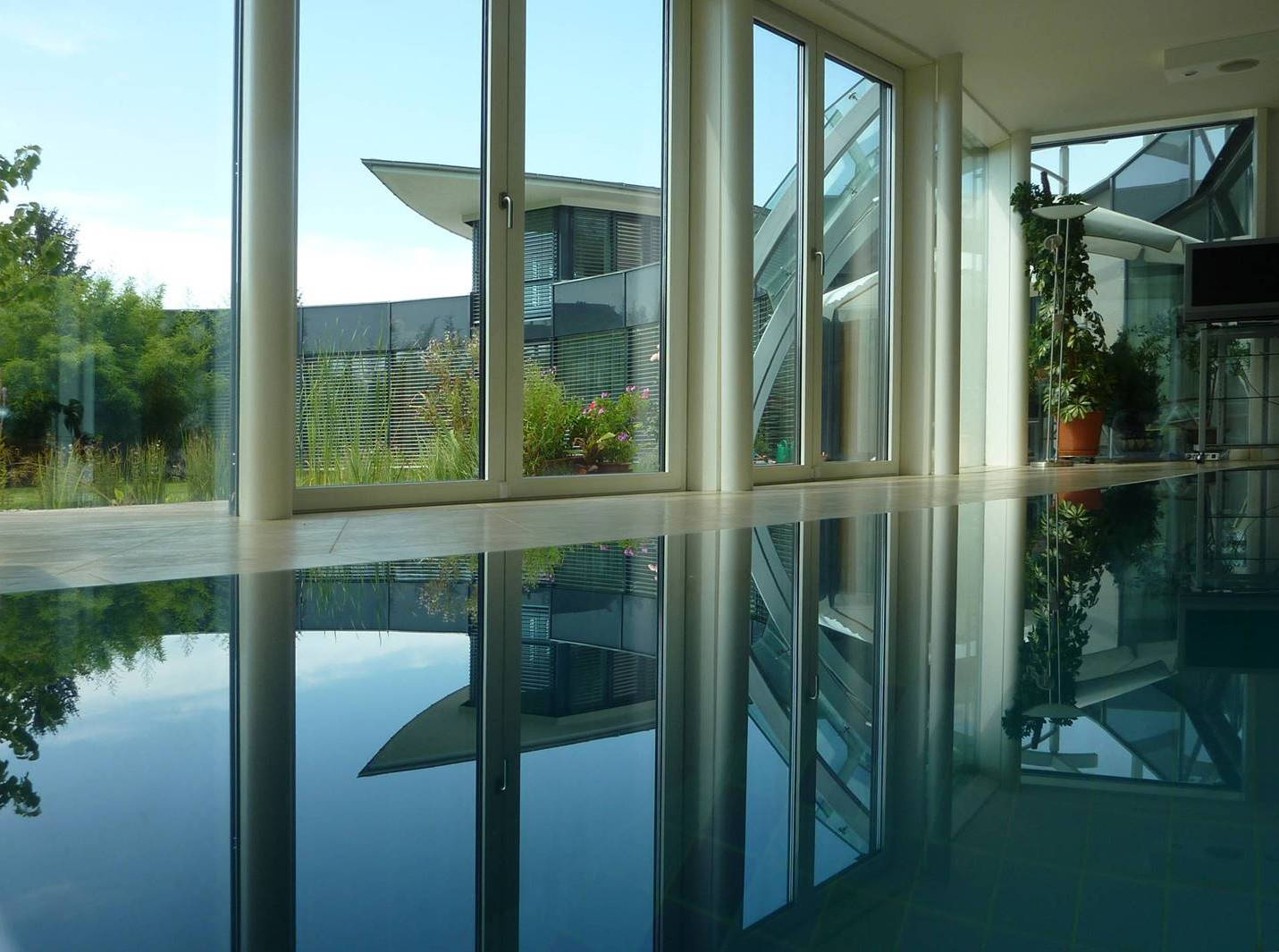
Im Atrium 2005
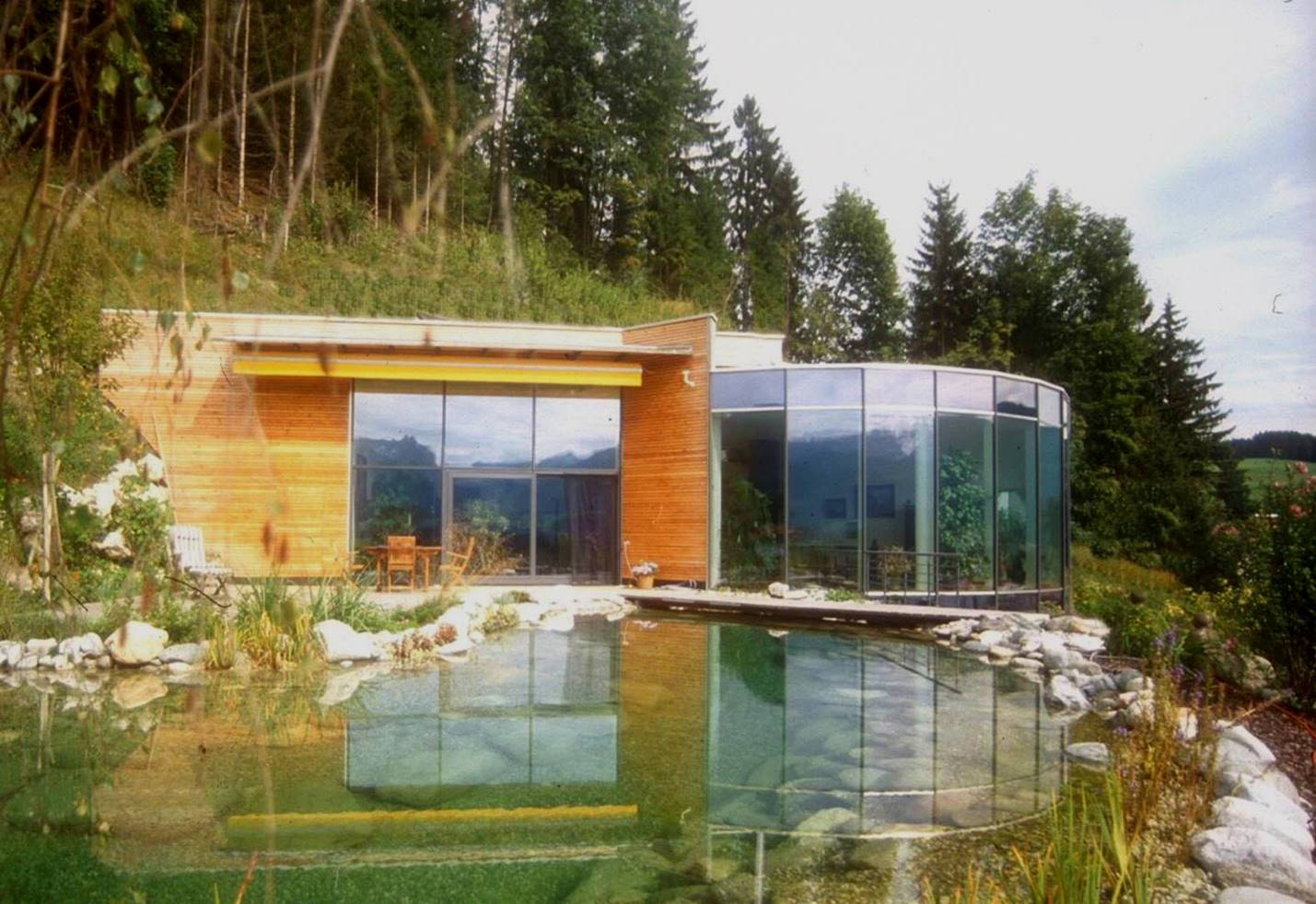
Panorama 2001
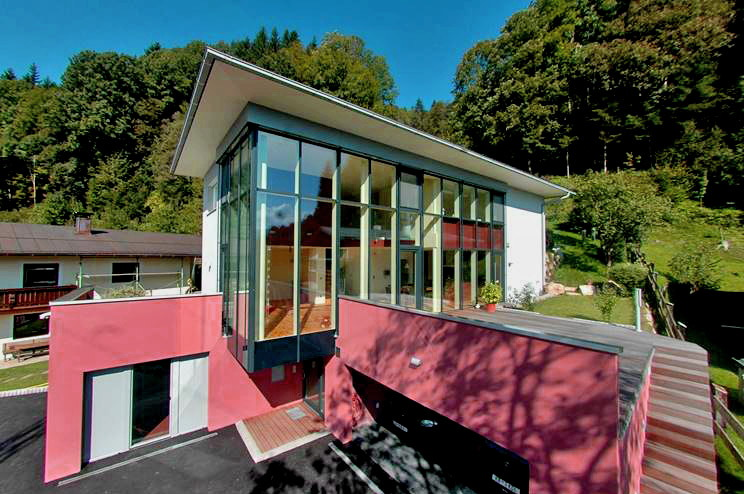
Sonnenerker 2004

## Kunst
Seit 2014 ist Josef Kiraly im Ruhestand und widmet sich der Kunst. Abstrakte elementare Formen, Farben, LED, Platine, Materialien und   Strukturen, gleichsam Architektur im Modellbaumaßstab, werden als Mobile, als Skulptur oder als Objekt fantasievoll und poetisch  inszeniert.   Bewegliche   3-D   Kompositionen, teils mit e-Motorantrieb,  wohl ausbalanciert und im statischen Gleichgewicht, sind sinnbildlich   für  Gelassenheit   und   Lebensfreude. Es ist die  gestalterische   Fortführung   und   Herausforderung sowie  die  Lust  an der   freien Kreativität und künstlerischen Gestaltung,  ohne Einflussnahme  von   Bauherrnwünschen,   Bauordnungsreglementierung,   Behördenauflagen  und   Normengesetzgebung.

Kunstmaschine 1
Kunstmaschine 2
Kunstmaschine 3
Kunstmaschine 4
Kunstmaschine 5
Mobile 3
Mobile R

Motor Mobile 1
Motor Mobile 2
Motor Mobile 3
Motor Modulor 3
Pyrit-Platine
Raumkurven
Recycling+Upcycling 1

## Publikationen
Fachbücher
- Architektur mit der Sonne – 1 × 1 der passiven Sonnenheizsysteme, Band 1, Entwurfs-, Planungs- und Berechnungsgrundlagen, Hüthig Verlag 1997, 7. Auflage, ISBN 3-7880-7517-1
- Architektur mit der Sonne – 1 × 1 der passiven Sonnenheizsysteme, Band 2, Grundlagen, Projekte und ausgeführte Beispiele, C.F. Müller Verlag 1991, 4. Auflage,  ISBN 3-7880-7402-7
- Das Sonnenhaus als Passivhaus – Mosaiksteine zur Energieeffizienz und Nachhaltigkeit, Ernst Wasmuth Verlag 2013,  ISBN 978-3-8030-0769-8

Fachzeitschriften und Tagungsbände
- Wohnbauforschung  F 540, 1979-1980, BM Bauten und Technik, Sonnenhaus Kiraly, Sistrans
- Energie aktuell, 2-4/79 Sonnenenergie für das Einfamilienhaus, passive Solarheizsysteme
- 1st World Congress of Alternatives and Environment, Wien, 1979, Architektur  im  Zeichen neuer  Energiequellen
- Heizung, Klima, Lüftung , 4/79, Ein Wohnhaus mit der Heizung von Morgen
- Architektur, Innenausbau + technischer Ausbau, 4/81, Passive Solarheizsysteme, Solararchitektur
- Bauphysik, 3/1982, Das Fenster als passives Sonnheizsystem
- Energie solaire, 1/82, Glashaus als passiver Sonnenkollektor
- architektur aktuell 1982, Heft 89, Individuell Wohnen-Sonnenarchitektur
- arch +, 5/1982, Dimensionierung passiver Sonnenheizsysteme
- Österreichischer Ingenieur und Architektenverein, Sonderdruck Heft 3, 1984 Passive Sonnenheizsysteme – Sonnenhausarchitektur
- Konstruktiv, Zeitschrift der Bundesingenieurkammer, Nr. 133/1986, Die Sonne, wiederentdeckt!
- uia/Union Internationale des Architectes, Working Group, Paris, 12/1989, Austrian Housing Buildings
- 5th World Congress of Alternatives an Environment, Prag, 1991, Climate adaptive building
- IZT Berlin / UTECH, 2/1991, Institut für Zukunftsstudien und Technologiebewertung, Tagungsband „Solar City“, ISBN 3-407-85305-X, Solare Siedlungs- und Stadtarchitektur, Beispiele aus Österreich
- EA.UE / European Academy of Urban Environment, Mailand, 1993, Solar architecture
- architektur, 12/1996, Der Sonne entgegen
- architektur, 9/97,  Vom Niedrigenergie- zum passive Sonnenhaus
- architektur Symposium Energieeffizientes Bauen, Wien, 10/1997, Sonnenhäuser : Neues Bauen ohne Heizung
- GDI Wohnbauforum 3/2000 TU Wien, Tagungsband, Qualitätssicherung durch Vorfertigung im Fertigteilbau
- EXPO Natura &edilizia ecocompatibile, Peruggia/Umbria, 11/2001,  l’architettura solare a costa zero
- Holzforschung Austria, 11/2004, Wintergärten, das Auge isst mit.
- Lexus, NY, 1/2007 Solar Homes – The Sun King
- energiebau, 1/2014, countdown auf zero

## Musterhäuser in Fertigbauweise
- Österreichhaus Nordische Schiweltmeisterschaften Seefeld, 1985
- Brauchelhaus, 1985, Wiener Messegelände
- Grizzly Haus, Mischek-Bau, 1993, Wien – Blaue Lagune
- Eurohaus MABA, 1998, Wien – Blaue Lagune
- Eurohaus MABA, 1999, Graz-Messezentrum
- VARIO-Bau, 2000, Linz-Haid, Haus Vario del Sole
- VARIO-Bau, 2007, Wien – Blaue Lagune, Haus Solair
- VARIO-Bau, 2008, Linz – Ansfelden, Haus Sunrise